# Тремор покоя
Тре́мор поко́я — тремор, который наблюдается в состоянии покоя. Характеризуется наличием колебаний в покое, то есть вне произвольного сокращения мышц, исчезает при движении. Обычно не сопровождается изменениями мышечного тонуса.
Тремор покоя свидетельствует о патологии и наблюдается, например, при болезни Паркинсона. Хотя тремор — это не единственный симптом болезни Паркинсона, тремор покоя — её характерное проявление. С развитием заболевания амплитуда колебаний медленно нарастает.
Может охватывать отдельные части тела (монотип, сегментарный тип), половину тела (гемитип), все тело и конечности (генерализованный тип). Наиболее характерными примерами тремора покоя могут быть колебательные движения рук и колебательные движения головы типа «да—нет».